# براد بار
براد بار (بالإنجليزية: Brad Barr)‏ هو عازف قيثارة جاز ومغن مؤلف أمريكي، ولد في 27 يوليو 1975 في بروفيدنس في الولايات المتحدة.

## وصلات خارجية
- الموقع الرسمي
- براد بار على موقع ميوزك برينز (الإنجليزية)
- براد بار على موقع أول ميوزيك (الإنجليزية)
- براد بار على موقع ديسكوغز (الإنجليزية)